# Donalda
| Donalda                         |             |
| Donalda Lamp.jpg                |             |
| Província                       | Alberta     |
|                                 |             |
| Área                            |             |
| - Cidade                        | 0.99 km²    |
| Altitude                        | 780 m       |
| Fuso horário                    | UTC -7/-6   |
| População (2006)                |             |
| - Cidade                        | 224         |
| - Densidade                     | 227 hab/km² |
| Website: village.donalda.ab.ca/ |             |

Donalda é um vilarejo localizada no centro da província de Alberta.